# Кахраманмараш
Кахраманмараш (тур. Kahramanmaraş) град је у Турској у вилајету Кахраманмараш. Према процени из 2009. године у граду је живело 390.539 становника.

## Становништво
Према процени, у граду је 2009. године живело 390.539 становника.
| 1990.   | 2000.   |
| ------- | ------- |
| 228.129 | 326.198 |